# 楠木大神
楠木大神（くすのきおおかみ）とは大阪府大阪市中央区谷町7丁目に存在する神社の名称。愛称は「クスノキさん」。

## 概要
楠木大神は、車道の中央に位置する神社である。樹齢500‐600年のクスノキが祀られており、根元には鳥居と祠が設置されている。陶器製の蛇も祀られている。

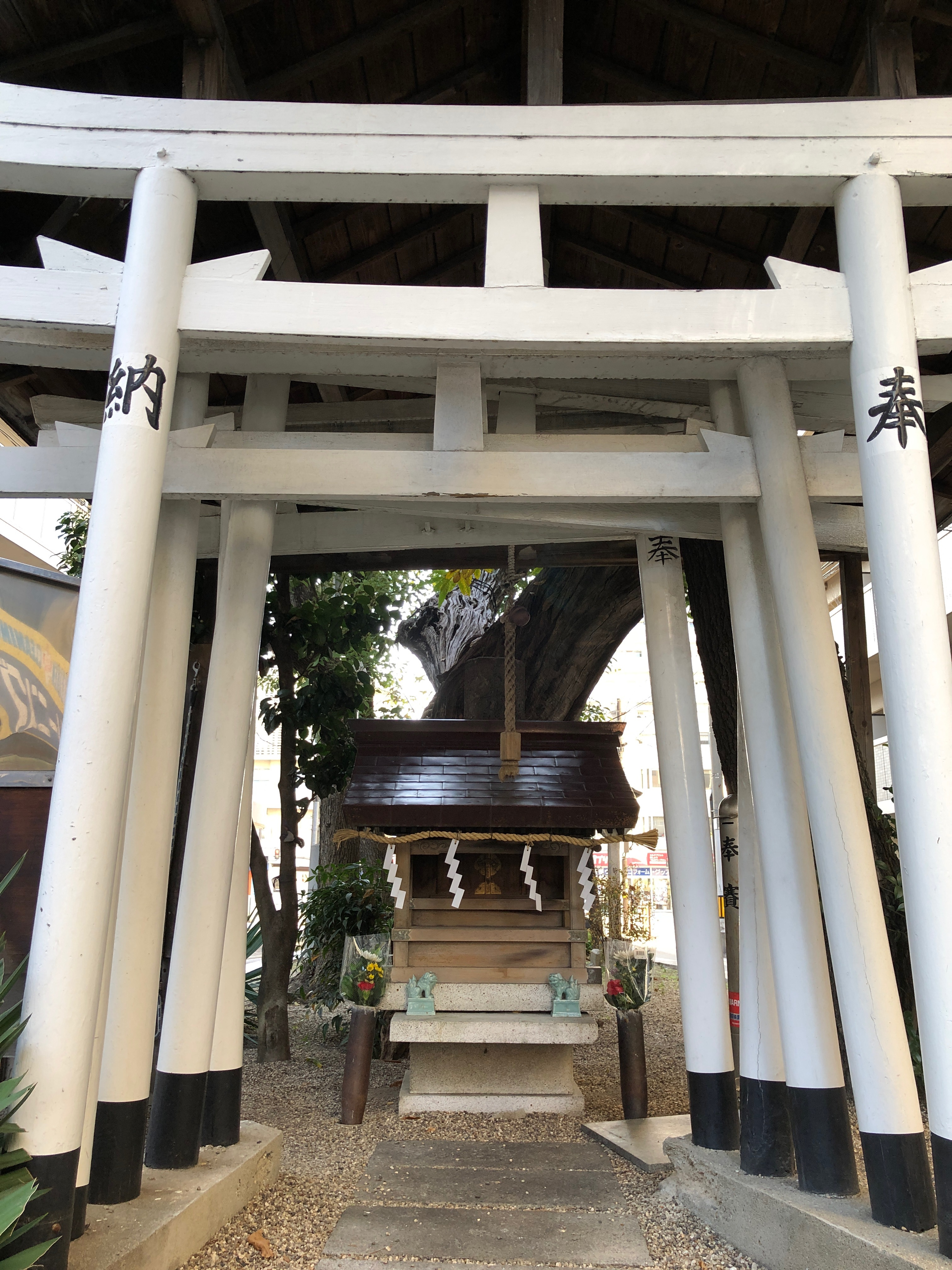
鳥居と祠
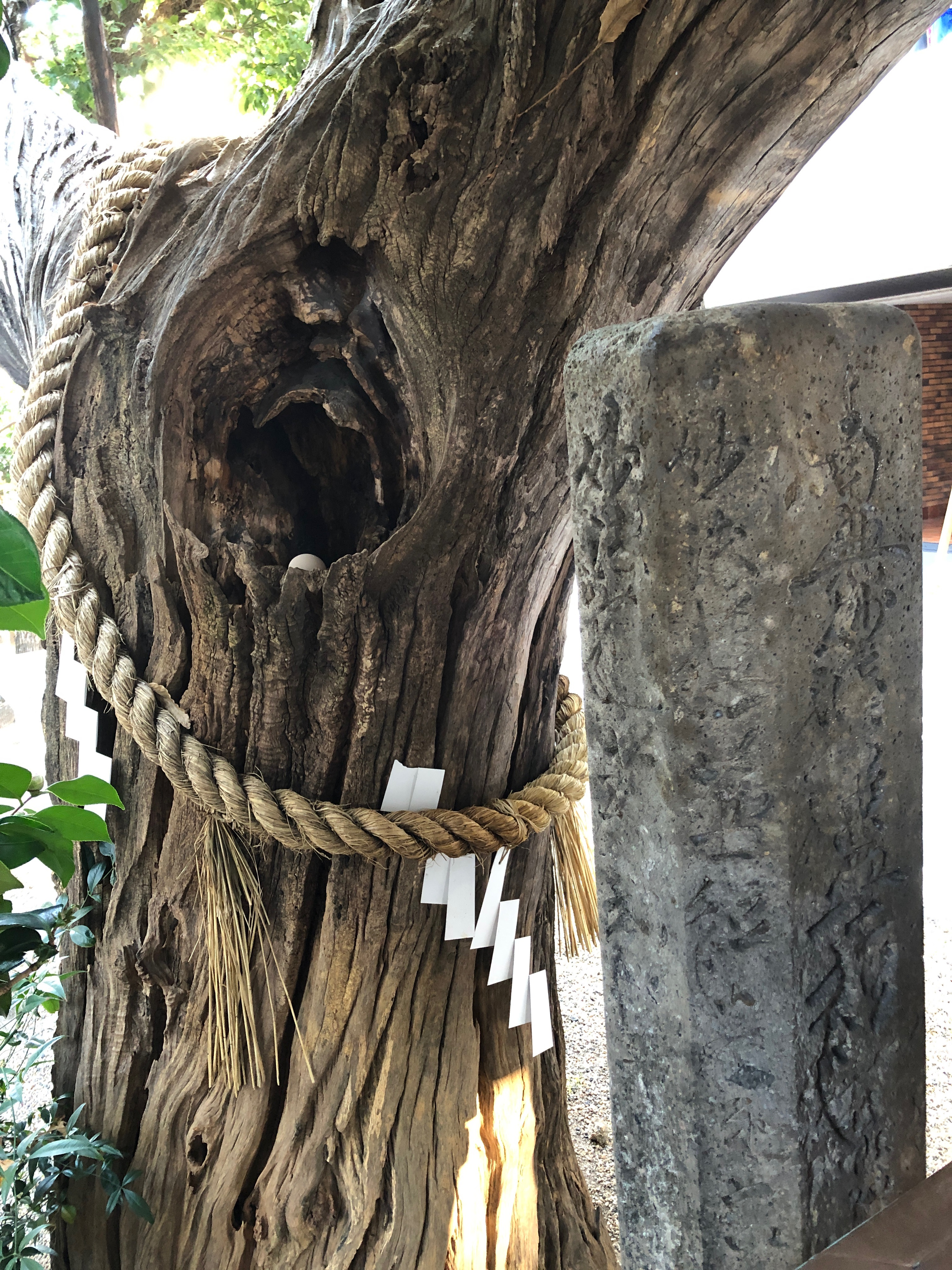
樹洞に鶏卵の供物

かつてこの場所には本照寺という寺院が存在し、その寺院の境内に存在する御神木がこのクスノキであった。だが1938年に道路の拡張工事が行われ、現在のような形になった。本照寺があった場所には現在はマンションが建っている。
かつてこのクスノキを伐採するという計画があったときに、枝を切ろうとした人が急死して伐採が中止になったという話が存在している。
この神社のある通りは「楠木通り」という名前になっており、付近のマンションや商店の名前に「楠木通り」が使われていることがある。

## 最寄り駅
- 大阪市高速電気軌道 谷町線・長堀鶴見緑地線 谷町6丁目駅